# Robert Mintkiewicz
 (avril 2021).
Robert Mintkewicz, né le 14 octobre 1947 à Douchy-les-Mines, est un coureur cycliste professionnel français.

## Biographie
Après avoir couru au VC Avesnois, puis au CC Cambrai, Robert Mintkiewicz est coureur professionnel de 1971 à 1979. En 1976, il remporte le classement des sprints intermédiaires du Tour de France, trois ans après s'être adjugé l'ultime édition des Boucles de la Seine.
En 2015, à l'occasion du passage du Tour de France, un secteur pavé entre Avesnes-les-Aubert et Carnières est baptisé « Robert Mintkiewicz ».
Instituteur à l'origine, il devient, au terme de sa carrière de cycliste, membre du staff médical du Tour de France auprès de Gérard Porte et tient un commerce de cycles à Lourches dans le département du Nord[réf. souhaitée].
La médaille d'or de la jeunesse et des sports lui est remise en 2010[réf. souhaitée].

## Palmarès

### Palmarès amateur
- 1969[1]
  - Grand Prix de Lillers
  - 3e du Paris-Roubaix amateurs

### Palmarès professionnel
- 1971
  - 10e de Paris-Tours
- 1972
  - 3ea étape des Quatre Jours de Dunkerque
  - 2e du Circuit du Tournaisis
  - 6e du Tour de la Nouvelle-France
- 1973
  - Étoile de Bessèges
  - 2e étape du Tour du Nord
  - Boucles de la Seine
  - 2e du Tour du Nord
  - 3e du Grand Prix d'Orchies
- 1974
  - Tour de l'Oise :
    - Classement général
    - 1re étape
- 1975
  - 1re étape du Circuit de la Sarthe
  - 2e du Grand Prix d'Orchies
  - 3e de Bordeaux-Paris
- 1976
  - 2e du Grand Prix de Denain
- 1977
  - Grand Prix de Denain

## Résultats sur le Tour de France
8 participations
- 1971 : 84e
- 1972 : 87e
- 1973 : 80e
- 1974 : 87e
- 1975 : 53e

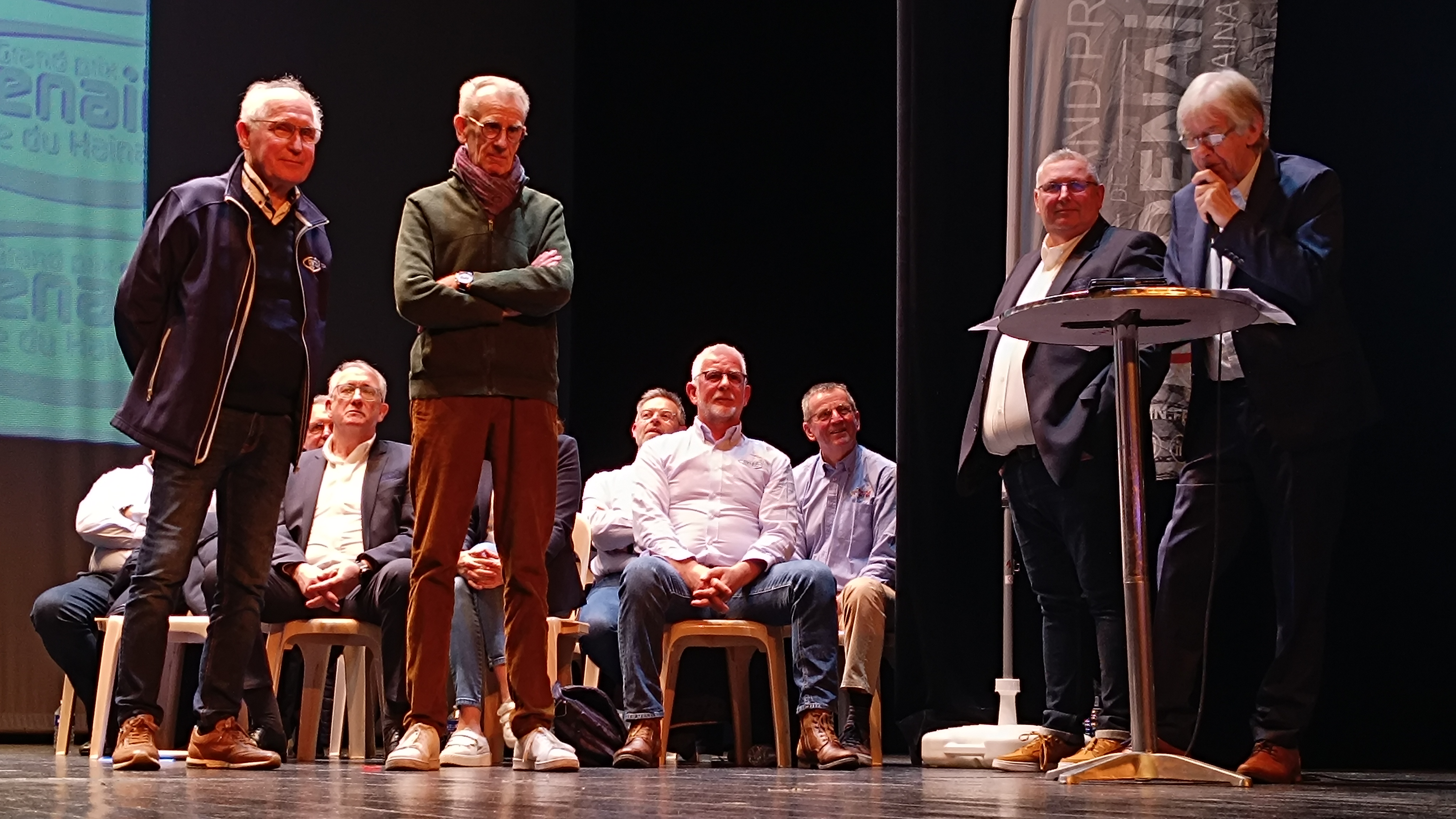
Robert Mintkewicz, Daniel Fertin, Èric Bluon et Daniel Mangeas au théâtre de Denain pour l'annonce de la sortie du livre "Robert Mintkewicz, Le bon samaritain " de Daniel Fertin préfacé par Bernard Hinault, le 29 février 2024

- 1976 : 49e, vainqueur du classement des sprints intermédiaires
- 1977 : hors délais (15e étape)
- 1979 : abandon (3e étape)